# 西川正治
西川 正治（にしかわ しょうじ、1884年12月5日 - 1952年1月5日）は、日本の結晶学者。東京都八王子市出身。

## 経歴
- 寺田寅彦や木下季吉の指導を受け、1910年に東京帝国大学物理学科を卒業。
- 1913年には竹や麻等の天然繊維を用いて世界で初めて繊維構造物質のX線回折の実験を行った。また1915年には、スピネル群結晶内の電子配置を決定した。
- 1917年には理化学研究所の創設に参加。1921年から1949年まで主任研究員を務め、1924年から1945年には同時に東京帝国大学教授も勤めた。1950年に、日本結晶学会の初代会長に就任。1951年、文化勲章受章。

## 栄典・受章・受賞
- 1937年（昭和12年）8月16日 - 勲三等瑞宝章[3]
- 1945年（昭和20年）10月30日 - 従三位[4]
- 帝国学士院賞（1937年）「スピネルの原子配置並に歪を受けたる物体のレントシェン線検査に関する研究」
- 文化勲章（1951年）
- 初の八王子市名誉市民（1951年）[5]

## 著書
- 菊池正士ほか 『原子核物理學』 河出書房〈物理實驗學〉、1940年。
- 西川正治ほか 『X線』 岩波書店〈岩波講座物理學〉、1940年。

## 主な弟子
- 菊池正士
- 仁田勇
- 坪井忠二
- 志村繁隆
- 和田八三久
- Ralph Walter Graystone Wyckoff

## 家族
息子に西川哲治（東京大学名誉教授、高エネルギー加速器研究機構名誉教授、元東京理科大学学長）、西川恭治（広島大学名誉教授）がいる。